# Dactylispa pilosa
Dactylispa pilosa es una especie de insecto coleóptero de la familia Chrysomelidae.
Fue descrita científicamente en 1961 por Tan & Kung.